# ISO 3166-2:SX
ISO 3166-2:SX — стандарт Международной организации по стандартизации, который определяет геокоды. Является подмножеством стандарта ISO 3166-2, относящимся к Синт-Мартену. Стандарт охватывает остров Синт-Мартен. Код состоит из: кода Alpha2 по стандарту ISO 3166-1 для острова Синт-Мартен — SX. Одновременно Синт-Мартену присвоен геокод второго уровня — NL-SX как субъекту федерации Королевства Нидерландов. Геокод являются подмножеством кода домена верхнего уровня — SX, присвоенного Синт-Мартену в соответствии со стандартами ISO 3166-1.

## Геокоды административно-территориального деления Синт-Мартена
| Название    | Alpha2 | Alpha3 | цифровой | Геокод по ISO 3166-2 | Статус            |
| ----------- | ------ | ------ | -------- | -------------------- | ----------------- |
| Синт-Мартен | SX     | GUM    | 534      | NL-SX                | субъект федерации |

## Геокоды пограничных Синт-Мартену государств
- Сен-Мартен — ISO 3166-2:MF (на севере),
- Сен-Бартельми — ISO 3166-2:BL (на юго-востоке (морская граница)),
- Бонайре, Синт-Эстатиус и Саба — ISO 3166-2:BQ (на юге и юго-западе (морская граница с островами Синт-Эстатиус и Саба)).